# 聖喬治宮體育館
聖佐迪宮體育館是一座位於加泰羅尼亞巴塞隆納的室內綜合體育館。本館也為1992年夏季奧林匹克運動會的主要場館之一，舉辦競技體操、手球決賽和排球決賽。

## 體育賽事
- 1995年世界室內田徑錦標賽
- 1997年歐洲籃球錦標賽
- 2003年世界游泳錦標賽
- 2013年世界游泳錦標賽
- 2013年世界男子手球錦標賽
- 2014年男籃世界盃